# Duracell

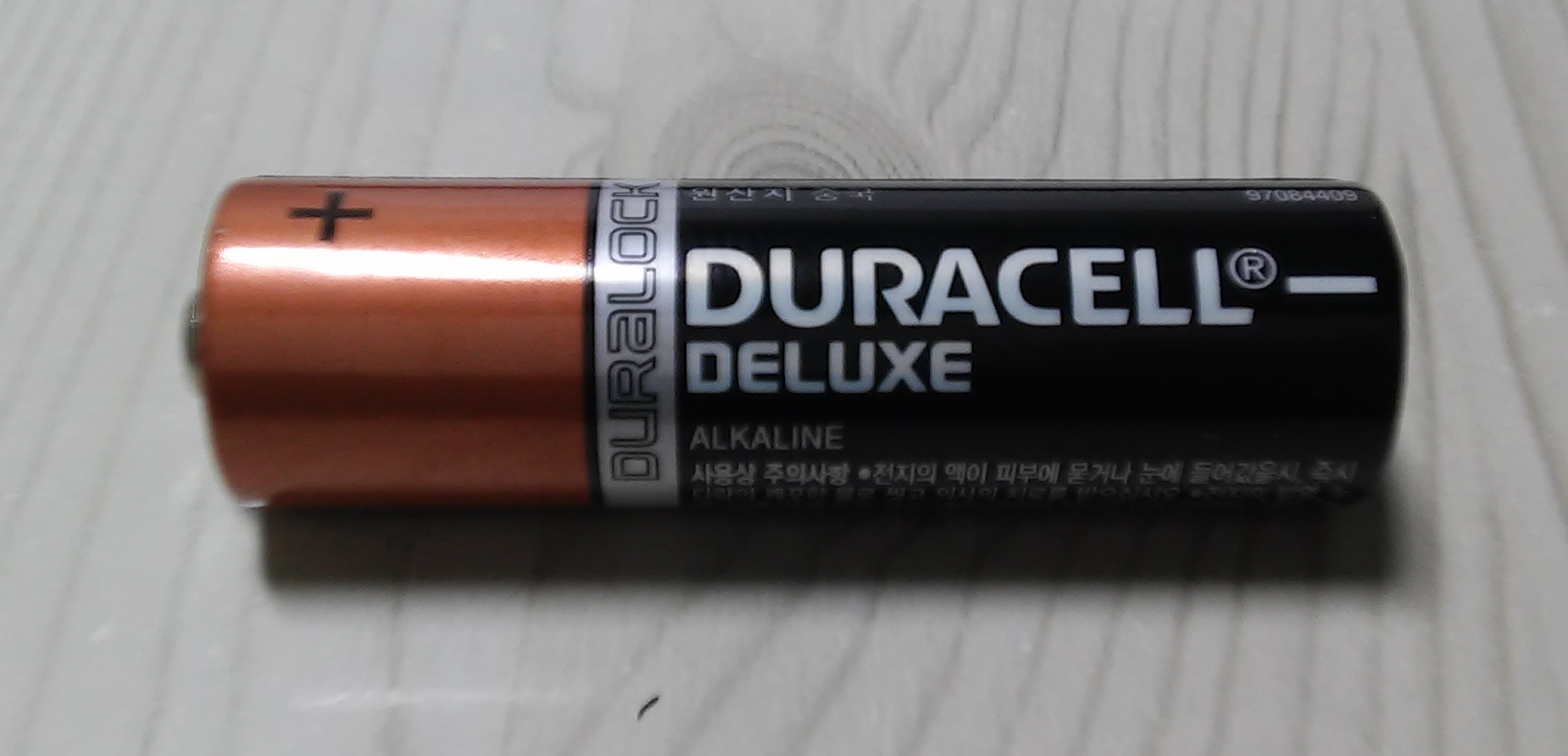
Ett Duracellbatteri.

Duracell är en amerikansk tillverkare av batterier och tillbehör. 
Företaget grundades 1930 och har sitt huvudkontor i staden Bethel i Connecticut. I sortimentet ingår också batteriladdare, ficklampor och glödlampor. Företaget ägs sedan 2016 av Berkshire Hathaway. Sedan 2009 tillverkar Duracell även minneskort, kortläsare, USB-minnen samt bärbara hårddiskar under varumärket Duracell Flash.
Företaget använder en rosa kanin, Duracellkaninen, i sin marknadsföring. I USA är det däremot Duracells konkurrent Energizer som marknadsför sig med en kanin, lanserad 1989 som en parodi på Duracellkaninen.
Duracell köpte år 2006 den amerikanska ficklampstillverkaren Garrety Lites.